# Semiaphis iliensis
Semiaphis iliensis är en insektsart. Semiaphis iliensis ingår i släktet Semiaphis och familjen långrörsbladlöss. Inga underarter finns listade i Catalogue of Life.